# Angelo Amendolia
Angelo Amendolia (Pace del Mela, 26 settembre 1951 – Milazzo, 14 gennaio 2012) è stato un arbitro di calcio italiano.
Si è candidato alle elezioni politiche in Italia del 1994 nel collegio uninominale di Milazzo con l'Alleanza dei Progressisti, venendo sconfitto da Salvatore D'Alia del Polo del Buon Governo.
È morto nel 2012 all'età di 60 anni.

## Carriera
Nel 1987 in occasione di Sampdoria-Avellino, non più giovanissimo, fece il suo debutto in Serie A, per volontà dell'allora designatore Cesare Gussoni. Nel 1991, assieme a Fabio Baldas, venne proposto per essere nominato arbitro internazionale, esperienza che sarebbe stata portata avanti fino al 1995. Nell'agosto del 1991 arbitrò la partita Brasile-Sudan (1-0) ai Mondiali Under-17 giocati in Italia. Nel 1993 arbitrò la sua prima finale di Coppa Italia (Roma-Torino) e nello stesso anno ottenne il Premio Mauro, il massimo riconoscimento per la categoria. Nel 1995 diresse, per la seconda volta, la finale di Coppa Italia (Juventus-Parma). Proprio in quell'anno, in occasione della partita di campionato Padova-Genoa, pose termine all'attività arbitrale con un anno di anticipo: infatti all'inizio del campionato successivo decide di dimettersi ufficialmente per motivi personali, proprio dopo che l'allora designatore di Serie A Paolo Casarin lo aveva rimproverato per l'impreparazione nei test atletici. Il bilancio complessivo di Amendolia è di 108 presenze nella massima divisione (tra cui alcune "classiche" del campionato, come Juventus-Inter, il Derby di Roma, due volte il derby di Torino e due volte Milan-Roma).
A livello internazionale vanta la partecipazione ai Mondiali FIFA Under-17 disputati in Italia nel 1991, ed una presenza nei gironi di UEFA Champions League (nel 1993 diresse CSKA Mosca-Club Bruges).

## Moviolista
Nel 1996 ha lavorato presso l'emittente Telemontecarlo come moviolista delle trasmissioni Galagol e Goleada, condotte entrambe da Massimo Caputi e con la partecipazione di Giacomo Bulgarelli: infatti il network di proprietà di Vittorio Cecchi Gori si era aggiudicato l'asta per i diritti televisivi della Serie A a discapito della RAI, e aveva urgente necessità di trovare nuovi personaggi e nuove competenze per lanciare il nuovo programma-contenitore dedicato al calcio.